# Solenogyne
 Solenogyne  Cass., 1828 è un genere di piante angiosperme dicotiledoni della famiglia delle Asteraceae, sottofamiglia Asteroideae, tribù Astereae (Aster lineage) e sottotribù Lagenophorinae.

## Etimologia
Il nome del genere deriva da due parole greche: "solen" (= pipa) e "gine" (= donna) e fa riferimento ai fiori esterni tubolari femminili.
Il nome scientifico del genere è stato definito dal botanico Alexandre Henri Gabriel de Cassini (1781-1832) nella pubblicazione " Dictionnaire des Sciences Naturelles, dans lequel on traite méthodiquement des différens êtres de la nature, considérés soit en eux-mêmes, d'aprés l'état actuel de nos connoissances, soit relativement à l'utilité quén peuvent retirer la médecine, l'agriculture, le commerce et les arts. Strasbourg. Edition 2" ( Dict. Sci. Nat., ed. 2. [F. Cuvier] 56: 174 ) del 1828.

## Descrizione

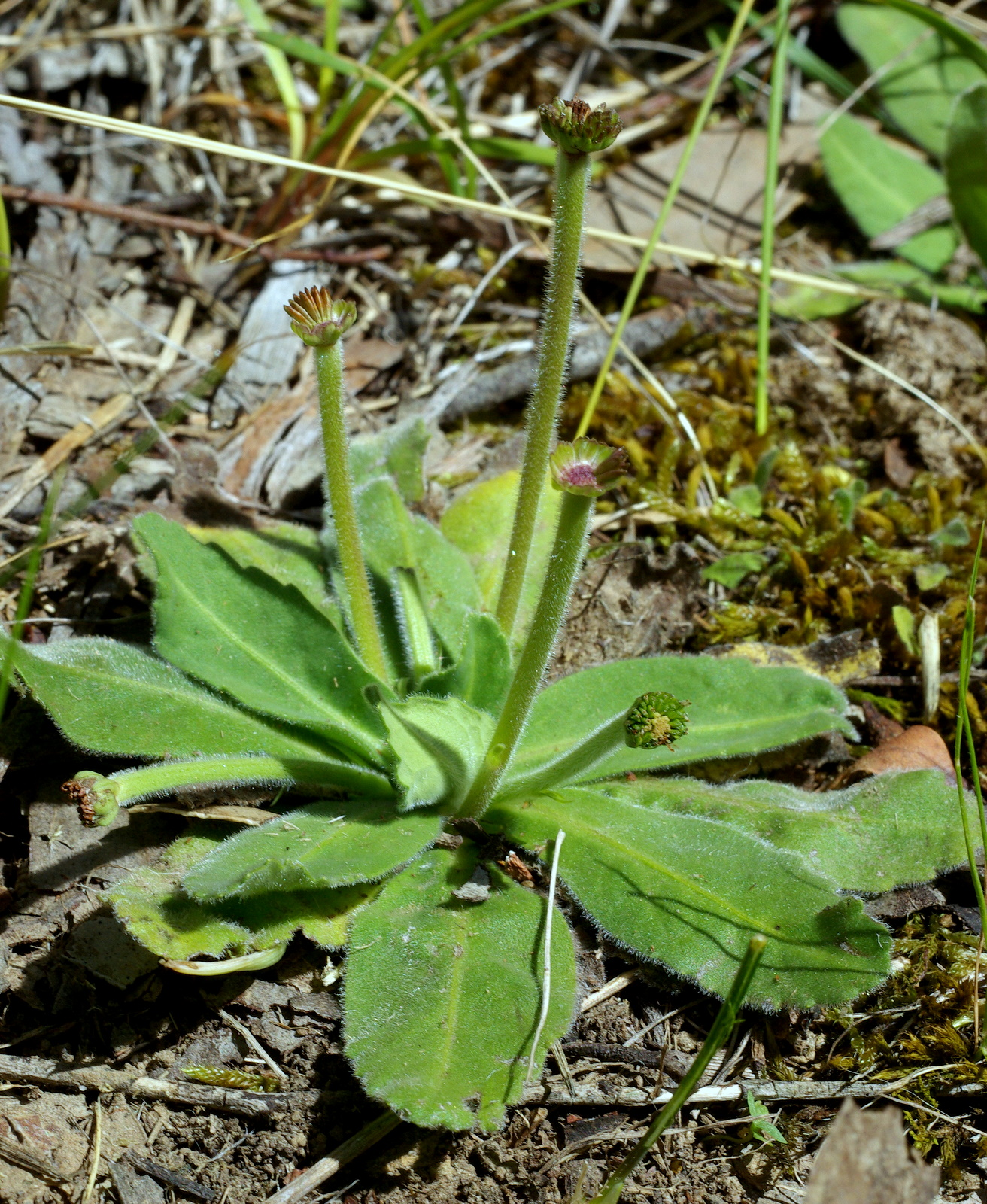
Il portamento
Solenogyne gunnii

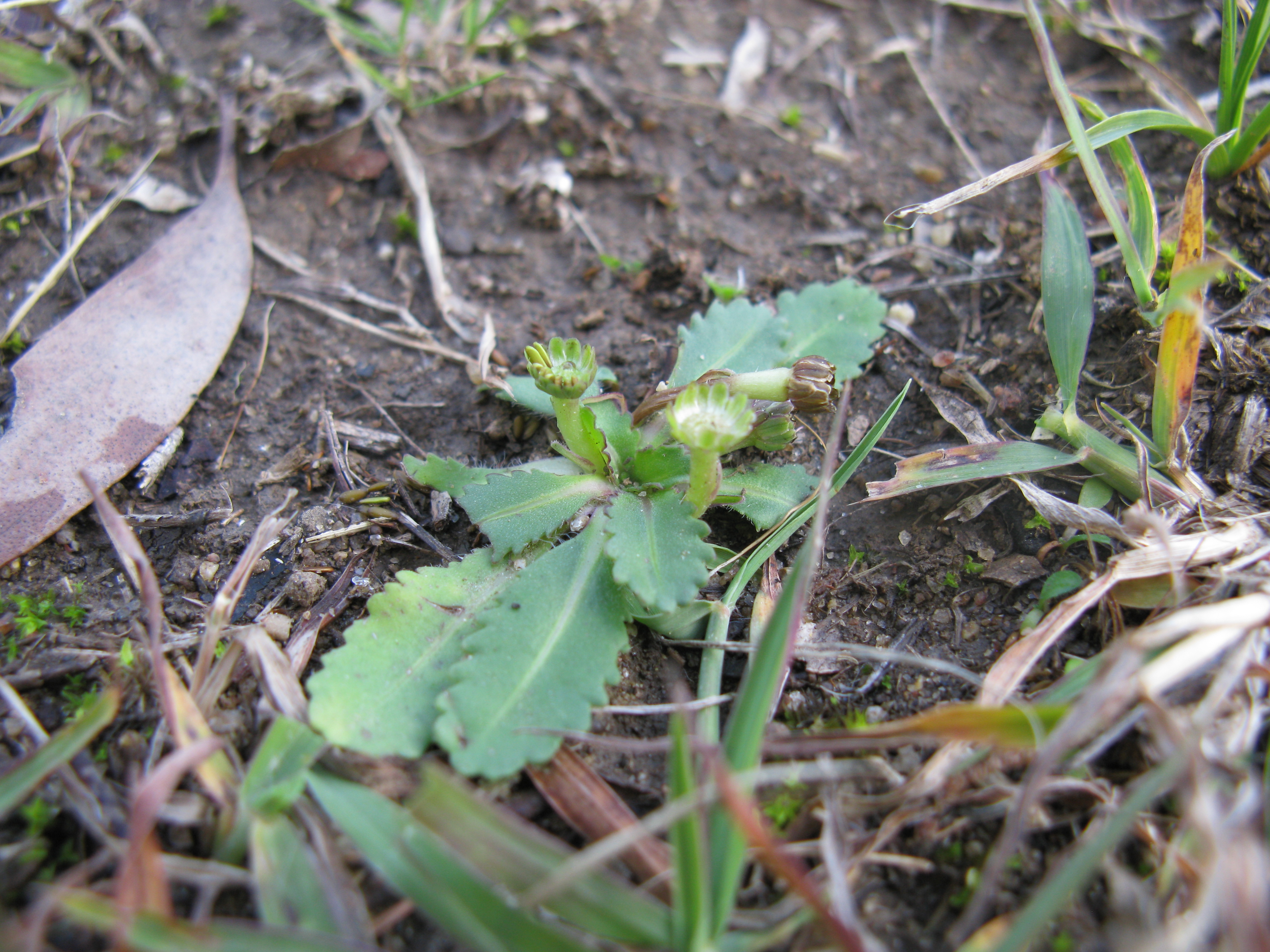
Le foglie]
Solenogyne dominii

Portamento. Le specie di questo genere hanno un habitus di tipo erbaceo perenne rosulato con superfici più o meno glabre.
Fusto. La parte aerea in genere è eretta, semplice o ramosa. La parte sotterranea consiste in un breve rizoma verticale. Le radici sono carnose.
Foglie. Le foglie sono disposte in modo alternato e formano una rosetta basale. La lamina varia da intera a dentata con forme da oblanceolate a spatolate con base cuneata.
Infiorescenza. Le sinflorescenze sono scapose. Le infiorescenze vere e proprie sono composte da un capolino su un peduncolo allungato di tipo disciforme. I capolini sono formati da un involucro, con forme da ampiamente campanulate a emisferiche, composto da diverse brattee, al cui interno un ricettacolo fa da base ai fiori di due tipi: fiori del raggio e fiori del disco. Le brattee, con forme da oblungo-ottuse a arrotondate, a consistenza erbacea e con margini scariosi, sono disposte in modo più o meno embricato su 3 serie. Il ricettacolo, leggermente bucherellato, in genere è nudo ossia senza pagliette a protezione della base dei fiori; la forma varia da convessa a piatta (raramente è conica).
Fiori.  I fiori sono tetra-ciclici (formati cioè da 4 verticilli: calice – corolla – androceo – gineceo) e pentameri (calice e corolla formati da 5 elementi). Si distinguono in:
- fiori del raggio (esterni): sono femminili e sono disposti su 3 - 4 serie; la forma è ligulata (zigomorfa); in genere hanno le ligule filiformi;
- fiori del disco (centrali): sono più numerosi con forme brevemente tubulose (attinomorfe); sono funzionalmente maschili (ovaie sterili).

- Formula fiorale:

*/x K {\displaystyle \infty }, [C (5), A (5)], G 2 (infero), achenio
- Calice: i sepali del calice sono ridotti ad una coroncina di squame.

- Corolla: la forma della corolla alla base è più o meno imbutiforme, mentre all'apice è strettamente ligulata o filiforme (i fiori del raggio) o tubolare con 4 lobi (i fiori del disco); i lobi, patenti o eretti, hanno una forma deltata. I colori della corolla sono giallo (i fiori del disco) e verdastre o arrossate (i fiori del raggio).

- Androceo: l'androceo è formato da 5 stami sorretti da filamenti generalmente liberi; gli stami sono connati e formano un manicotto circondante lo stilo; le teche (produttrici del polline) alla base sono troncate e sono lievemente auricolate (molto raramente sono speronate o hanno una coda); le appendici apicali delle antere hanno delle forme piatte e lanceolate; il tessuto endoteciale (rivestimento interno dell'antera) è quasi sempre polarizzato (con due superfici distinte: una verso l'esterno e una verso l'interno). Il polline è sferico con un diametro medio di circa 25 micron;  è tricolporato (con tre aperture sia di tipo a fessura che tipo isodiametrica o poro) ed è echinato (con punte sporgenti).[10][13]

- Gineceo: l'ovario è infero uniloculare formato da 2 carpelli.[6] Lo stilo (il recettore del polline) è profondamente bifido (con due stigmi divergenti) e con le linee stigmatiche marginali separate.[14] I due bracci dello stilo hanno una forma da lanceolata a deltoide e possono essere papillosi.

Frutti. I frutti sono degli acheni senza pappo; in alcune specie è presente un certo dimorfismo (gli acheni dei fiori del raggio differiscono dagli acheni dei fiori del disco);
- achenio: gli acheni, con forme oblunghe-obovate, sono lateralmente compressi; hanno (appena visibile) un becco apicale; la superficie non è ghiandolosa; la parete dell'achenio è formata da celle contenenti rafidi ma prive di fitomelanina; il carpoforo è anulare; le setole con punte a forma di ancora non sono presenti.

## Biologia
Impollinazione: l'impollinazione avviene tramite insetti (impollinazione entomogama tramite farfalle diurne e notturne).

Riproduzione: la fecondazione avviene fondamentalmente tramite l'impollinazione dei fiori (vedi sopra).

Dispersione: i semi (gli acheni) cadendo a terra sono successivamente dispersi soprattutto da insetti tipo formiche (disseminazione mirmecoria). In questo tipo di piante avviene anche un altro tipo di dispersione: zoocoria. Infatti gli uncini delle brattee dell'involucro (se presenti) si agganciano ai peli degli animali di passaggio disperdendo così anche su lunghe distanze i semi della pianta. Inoltre per merito del pappo il vento può trasportare i semi anche a distanza di alcuni chilometri (disseminazione anemocora).

## Distribuzione e habitat
Le specie di questo genere sono distribuite in Australia, Tasmania e Nuova Zelanda.

## Sistematica
La famiglia di appartenenza di questa voce (Asteraceae o Compositae, nomen conservandum) probabilmente originaria del Sud America, è la più numerosa del mondo vegetale, comprende oltre 23.000 specie distribuite su 1.535 generi, oppure 22.750 specie e 1.530 generi secondo altre fonti (una delle checklist più aggiornata elenca fino a 1.679 generi). La famiglia attualmente (2021) è divisa in 16 sottofamiglie; la sottofamiglia Asteroideae è una di queste e rappresenta l'evoluzione più recente di tutta la famiglia.

### Filogenesi
La tribù Astereae comprende circa 40 sottotribù. In base alle ultime ricerche nella tribù sono stati individuati (provvisoriamente) 5 principali lignaggi:
- Basal grade: include alcuni generi isolati, il gruppo "South American-Oceania",  alcune sottotribù africane e il gruppo dei generi legnosi del Madagascar.
- Bellis lineage: comprende le sottotribù eurasiatiche e una sottotribù africana.
- Aster lineage: include i generi asiatici di Asterinae e i principali gruppi dell'Australia e dell'Oceania.
- Baccharis lineage: include alcuni gruppi sudamericani.
- North American lineage: include la vasta gamma di sottotribù del Nordamerica, Messico e alcuni gruppi distribuiti nel Sudamerica.

Il genere  Solenogyne (insieme alla sottotribù Lagenophorinae) è incluso nel Aster lineage i cui caratteri principali sono: la base delle antere sono prive di code e non sono calcarate (speronate); le linee stigmatiche dei bracci dello stilo sono totalmente separate; i due bracci dello stilo hanno una forma breve o allungata da lanceolata a deltoide e possono essere papillosi o ricoperti da ciuffi di peli (all'esterno, mentre all'interno sono glabri). La distribuzione della maggior parte delle specie di questo gruppo è nelle regioni temperate nord e sud.
I caratteri distintivi del genere di questa voce sono:
- le foglie hanno dei contorni dentati;
- le ovaie dei fiori del disco sono presenti ma sterilii;
- il becco degli acheni è rudimentale o assente.

Il numero cromosomico delle specie di questo genere è: 2n = 18 (la base è n = 9).

### Elenco delle specie
Questo genere ha 4 specie:
- Solenogyne bellioides Cass.
- Solenogyne christensenii  (Petrie) de Lange, Jian Wang ter & Barkla
- Solenogyne dominii  L.G.Adams
- Solenogyne gunnii  (Hook.f.) Cabrera

### Sinonimi
Sono elencati alcuni sinonimi per questa entità:
- Emphysopus Hook.f.